# Dem (Portugal)
Pour les articles homonymes, voir DEM.
Dem est une paroisse civile portugaise (en portugais : freguesia) de la municipalité de Caminha dans le district de Viana do Castelo.

## Géographie
Dem est située au sud-est de Caminha, sur le versant nord-ouest de la serra de Arga.
Elle est desservie par l'autoroute A28 (sortie no 28).

## Histoire
La paroisse de Dem est créée par le décret-loi no 48590 du 26 septembre 1968, à partir des villages de Pedras Frias et Dem, jusqu'alors compris dans les paroisses de Gondar et Orbacém. Son église est construite deux ans plus tard, en 1970.

## Démographie
Lors du recensement de 2021, Dem compte 309 habitants.